# そい見ちゃん
『そい見ちゃん』（そいみちゃん、英題：Soimi-chan）は、2020年12月1日からYouTube・そい見ちゃんチャンネル、2021年1月15日からFANZA見放題chライトで配信されていたトーク番組、アダルトビデオコメンタリー番組である。

## 概要
セクシー女優と出演作品を一緒に見ているような感覚、“そい寝”ならぬ“そい見”が楽しめる新感覚YouTubeチャンネル「そい見ちゃん」として開設。2020年12月1日に全年齢版をYouTubeで先行スタートし、R18版を2021年1月15日からFANZA見放題chライトで配信。のちに全年齢版をニコニコ動画、afreecaTV、vimeoでも開始するが、vimeo以外ではアダルトコンテンツとみなされアカウント削除されている。2022年2月15日には英語字幕バージョンも制作された。2021年6月11日からはFANZA動画にて単話個別販売もされている。
全年齢版は元ネタとなるAV作品は画面上には映されず、イメージ画像とチャプターの解説文で処理、R18版はAV作品はワイプ画面ではあるものの、ほぼそのまま使用される違いがある。
出演者は当該作品に主演するAV女優と当該作品の制作メーカー女性広報（裏ナレーターも兼任）、回のよっては女性マネージャーが声で出演。出演者を女性で統一することにより、女性と一緒に作品を見ている気分が味わえるだけでなく、撮影秘話や作品の見どころ紹介などを解説する副音声的な楽しみ方のできるコンテンツとなっていた。
2022年6月、約5か月ぶりに新作を配信。公式Twitterではこの第10回が最終回だとしている。

## 配信リスト
| 配信回 | 初回配信日     | ゲスト                          | 備考                                                                                       |
| ------ | -------------- | ------------------------------- | ------------------------------------------------------------------------------------------ |
| #1     | 2021年 1月15日 | 桃乃木かな アイデアポケット広報 | 実況作品『禁欲の果て、汗と絶頂汁まみれで交わりまくった3日間』                              |
| #2     | 2月12日        | 山岸逢花 PREMIUM広報            | 実況作品『綺麗なお姉さんのデカ尻でキン〇マ空っぽになっても痴女られる』                     |
| #3     | 3月5日         | 美谷朱里 ダスッ!広報            | 実況作品『欲望剥き出しの汗と愛液が滴り落ちる濃密情交。』                                   |
| #4     | 6月10日        | 高橋しょう子 MOODYZ広報         | 実況作品『バキュームフェラ大好きお姉さんのディープスロート・たっぷり射精・追撃おしゃぶり』 |
| #5     | 6月11日        | 小野六花 MOODYZ広報             | 実況作品『禁欲させられた18歳エロス覚醒 焦らされて絶頂、絶叫、痙攣、連続オーガズム』        |
| #6     | 6月22日        | 栗山莉緒 アイデアポケット広報   | 実況作品『笑顔でチ○ポをしゃぶりまくるあざと可愛い莉緒先生のもの凄いフェラチオ』            |
| #7     | 7月21日        | 伊藤舞雪 kawaii*広報            | 実況作品『パーフェクトボディを視姦する超接写コケティッシュ肉感アングル』                   |
| #8     | 12月23日       | 石原希望 MOODYZ広報             | 実況作品『「もう射精してるってばぁ」状態でもヌイてくる連続中出しOK追撃男潮OK回春エステ』   |
| #9     | 2022年 1月29日 | 八木奈々 MOODYZ広報             | 実況作品『性感覚醒ポルチオ開発おま●こ激ピストン潮吹きアクメ』                              |
| #10    | 6月10日        | 河北彩花 エスワン広報           | 実況作品『河北彩花10変化 極上オナニーサポート』                                            |

## スタッフ
- 制作：FANZA